# Enric Bargés i Pombo
Enric Bargés i Pombo (Barcelona, 11 de juliol de 1842 — Madrid, 1906) fou un militar català, senador del regne i Capità general de Catalunya durant el regnat d'Alfons XIII.
Va estudiar a l'Escola Pia de Sant Antoni, i en acabar els estudis marxà a l'Acadèmia General Militar. Va combatre a la Guerra d'Àfrica i a la Tercera Guerra Carlina. i en 1878 va combatre a Cuba. En 1887 va ascendir a tinent general i mercè a això fou nomenat capità general de la IX Regió Militar (Granada) en 1891. En 1898-1899 fou Capità general de les Illes Canàries i el 1901-1902 fou Capità general de Catalunya. Durant el seu mandat va declarar l'estat de guerra a tota la província de Barcelona per reprimir la vaga general de 1902.
També fou escollit senador per la província de Còrdova en la legislatura 1898-1899 i per les Illes Canàries en 1901-1902.